# Gymnogramma palmata
Gymnogramma palmata là một loài dương xỉ trong họ Pteridaceae. Loài này được L. Link mô tả khoa học đầu tiên năm 1833.